# Дворец нахичеванских ханов
Дворец нахичеванских ханов — историко-архитектурный памятник XVIII века, расположенный в городе Нахичевань. До начала XX века был местом проживания нахичеванских ханов.

## История дворца
В конце XVIII века дворец построил Келб Али-хан Кенгерли, отец последнего нахичеванского хана Эхсан Хана. Этот дворец, построенный, судя по историческим данным, в 1780 году, относится к числу жемчужин средневекового азербайджанского зодчества. Некоторые из построек дворцового ансамбля сохранились до наших дней. Ханы и потомки ханской семьи жили здесь вплоть до 1920 года. Здание дворца двухэтажное. В одно время дворец состоял из двух половин. Южная часть предназначалась для административных дел и приема высоких гостей, северная часть — для проживания ханской семьи.
Дворец Нахичеванских ханов издавна привлекал внимание путешественников и дипломатов, бывавших в этом городе. Он упоминается в книгах, дневниках и мемуарах востоковедов, дипломатов и военных, которые посещали Нахичеван в XIX веке.
В документе, относящимся к началу XIX века речь идет об описании дорог от Артика до Тебриза, составленном майором российской армии Матушевичем (10 сентября 1806 год). В документе указано, что ханский дворец находится во внутренней цитадели Нахичеванской крепости и что вокруг цитадели имеются башни, а стена, которой обнесен сам дворец, не особо надежна. В описании российского офицера отмечается, что крепость построена над отвесным обрывом, а это весьма благоприятно с точки зрения обороны

«Замок Нахичеванский с 6 башнями, в 1803 г. было в оном 4 пушки в худом состоянии, стены оного замка не крепки и низки, одна стена со стороны Аракса ослаблена окнами дому ханскаго в том же замке находяшагося. Оную несколько пушечными ударами легко разбить можно. Рва около замка не имеется и Нахичевань не может защищаться против регулярных войск.»
— 1806 г. сентября 10 — Описание проезжих дорог от Артика до Тавриза, составленное майором Матушевичем
В 1834 году в этом городе побывал известный швейцарский путешественник, геолог, натуралист и археолог Дюбуа де Монпере. Результаты проведенных здесь изысканий опубликованы в шеститомном труде «Путешествие вокруг Кавказа», которое он издал в Париже в 1839—1844 гг. Монпере дал высокую оценку историческим памятникам Нахичевана: «…Среди этих памятников… дворец в персидском духе, состоящий из нескольких дворов и богато разукрашенных покоев…».
В начале XX века Нахичеван посетил 29-летний итальянский историк и дипломат Луиджи Вильяри. он опубликовал свои путевые заметки в книге «Россия после великого переворота. Огонь и меч на Кавказе», где содержится, в частности, описание Дворца нахчыванских ханов:
«Вначале я встретился с Рагим ханом… Его дом, бесспорно, самый красивый в Нахчыване. Этот дворец и в самом цивилизованном городе был бы столь же великолепен. Дворец расположен у скалы на городской окраине, отсюда начинается дорога, спускающаяся к широкой долине Араза. Сад во дворе не очень густой - видимо, климат здешний не позволяет сажать любые цветочные кустарники. Зато внутри дом разукрашен вовсю. Гостиная полна дорогой европейской мебелью, которая за некоторыми исключениями изысканна. По всем стенам развешаны персидские, турецкие и кавказские ковры, а потолок украшен небольшими зеркалами. Подобную мозаику я видел во дворце иреванского сардара. Материалы для украшений все доставлены издалека по железной дороге, и все куплены, какова бы ни была цена. Все это для того, чтобы вызвать у посетителей впечатление о богатстве и достоинствах семьи Нахчыванских»
В 1926 году, уже после установления в Азербайджане советской власти, в Нахчыван приехал для научных исследований археолог В. М. Сысоев.

## Нахичеванский государственный музей ковра
В 1998 году в Дворце Нахичеванских ханов был основан Нахчыванский государственный музей ковра. В музее имеются 3537 материально-культурных экспонатов. Из них 331 ковер. В экспозиции демонстрируются 283 экспоната. Экспонаты музея сгруппированы по разным школам ковроткачества. В экспозиции музея демонстрируются ковры, украшенные изящными, тонкими узорами разного периода. Здесь имеются ворсовые ковры, паласы, мафраши (большая сумка из паласа для хранения или перевозки ковров, постельных принадлежностей и прочих), джеджимы, килимы, сумахи (виды паласа), циновки, сюжетные и другие виды ковров. В музее имеются 124 ковра, относящиеся к Табризско-Нахчыванской группе.